# Tyromyces setiger
Tyromyces setiger är en svampart som först beskrevs av Mordecai Cubitt Cooke, och fick sitt nu gällande namn av Teng 1963. Tyromyces setiger ingår i släktet Tyromyces och familjen Polyporaceae.   Inga underarter finns listade i Catalogue of Life.